# Чирки (Псковская область)
Чирки — деревня в Новосокольническом районе Псковской области России. Входит в состав  Насвинской волости.

## География
Расположена в 30 км к северу от города Новосокольники и в 1 км к юго-востоку от волостного центра, деревни Насва, на реке Насва (восточная).

## Население
| 2001 | 2002 | 2010 |
| ---- | ---- | ---- |
| 72   | ↗88  | ↘66  |

Численность населения деревни по оценке на начало 2001 года составляла 72 жителя.